# János Székely (Schriftsteller)
János Székely, in Deutschland als Hans Szekely arbeitend, (geboren 7. Juli 1901 in Budapest, Österreich-Ungarn; gestorben 16. Dezember 1958 in Ost-Berlin) war ein ungarischer Schriftsteller und Drehbuchautor.

## Leben
János Székelys Vater starb früh, und er wuchs in bescheidenen Verhältnissen auf. In der kurzen Periode der Ungarischen Räterepublik 1919 veröffentlichte er in der Zeitschrift MA ein Antikriegsgedicht, nach dem politischen Umsturz floh er mit 18 Jahren vor dem Horthy-Regime nach Deutschland. In Berlin schrieb er Gedichte und Kurzgeschichten und gewann 1923 mit der Erzählung Der neunte Monat einen Preis. 1924 beteiligte er sich als Drehbuchautor an der Produktion des Low-Budget-Filmes Namenlose Helden. Er wurde von den Regisseuren Lupu Pick und Joe May entdeckt und mit weiteren Drehbüchern beauftragt. 1929 schrieb er für den Produzenten Erich Pommer das Drehbuch für einen der ersten europäischen Tonfilme Melodie des Herzens, dessen Regie Hanns Schwarz führte. 1934 lud ihn Ernst Lubitsch für die Arbeit an Desire nach Hollywood ein.
Ab 1935 hielt er sich in Budapest auf und begann eine autobiographische Trilogie zu schreiben, von der er nur dessen ersten Band Verlockung 1945 in den USA fertigstellte. Sein Theaterstück Schauspielschule wurde am 8. März 1938 in Wien uraufgeführt. Nach dem Anschluss Österreichs gelang ihm die Flucht in die USA. Die Schauspielerin Erzsi Barsony folgte ihm aus Budapest, sie heirateten 1939 in New York, 1944 erhielten sie die US-amerikanische Staatsbürgerschaft.
1940 wurde er mit einem Oscar für die Buchvorlage zu dem Film Arise, My Love ausgezeichnet, die er unter dem Pseudonym John S. Toldy geschrieben hatte.
In der McCarthy-Ära verließ er die USA, zog nach Mexiko und 1957 nach Ost-Berlin, um bei der DEFA zu arbeiten.
Székely veröffentlichte in den USA zwei Romane unter dem Pseudonym John Pen. Sein bekanntestes literarisches Werk ist sein autobiographisch inspirierter Roman Kisértés (Verlockung). Er erschien in den 1950er Jahren in Norwegen und Frankreich, 1959 in der DDR, wo der Roman neun Auflagen erreichte, geriet später in Vergessenheit und wurde 2000 neu entdeckt. 2006 erschien auch sein im amerikanischen Exil in englischer Sprache entstandener Roman Der arme Swoboda in einer deutschen Übersetzung.
Seine Tochter Kati Székely ist eine Schauspielerin.

## Werke
- The Dynamiters, Roman, in: Story [Zeitschrift], 1941
- John Pen: You can’t do that to Svoboda. New York : Dial Press, 1943
  - János Székely: Der arme Swoboda. Übersetzung aus dem Englischen Leon Scholsky. München : SchirmerGraf 2006
- John Pen: Kísértés. Budapest : Magvető, 1948
  - John Pen: Temptation. Englische Übersetzung aus dem Ungarischen Ralph Manheim, Barbara Tolnai.  New York : Citadel Press, 1949
  - Verlockung. Übersetzung Ita Szent-Iványi. Berlin: Volk und Welt, 1959
- Eine Nacht, die vor 700 Jahren begann. Übersetzung aus dem Englischen Ulrich Blumenbach. Diogenes Verlag, Zürich 2023 (Erstausgabe eines jahrzehntelang verschollenen Romans, dessen ungarisches Original unauffindbar ist. Englische Übersetzung von Frank Gaynor)

## Drehbücher
- 1924: Namenlose Helden
- 1926: Dagfin
- 1926: Der Herr des Todes
- 1928: Ungarische Rhapsodie
- 1929: Asphalt
- 1929: Irene Rysbergues große Liebe (Maman Colibri)
- 1929: Melodie des Herzens
- 1929: Die wunderbare Lüge der Nina Petrowna
- 1929: Manolescu
- 1930: Die singende Stadt
- 1931: Gloria (nur Idee)
- 1932: Ich bei Tag und Du bei Nacht
- 1933: Die schönen Tage in Aranjuez (nur Vorlage)
- 1936: Perlen zum Glück (Desire, nur Vorlage)
- 1938: Dramatic School (nur Vorlage)
- 1940: Arise, My Love
- 1941: Paris Calling (nur Vorlage)
- 1949: Haus der Sehnsucht (ohne Namensnennung)
- 1958: Geschwader Fledermaus